# Буксьер-о-Дам
Буксье́р-о-Дам (фр. Bouxières-aux-Dames) — коммуна во французском департаменте Мёрт и Мозель, региона Лотарингия. Относится к кантону Мальзевиль.

## География
Это древнее поселение расположено у подножия холма при слиянии рек Мозель и Мёрт. Находится на северо-востоке от Нанси вдоль автомагистрали A 31 (участок Нанси—Мец). Разделено на 5 кварталов.					

## Демография
Население коммуны на 2010 год составляло 4101 человек.
| 1962 | 1968 | 1975 | 1982 | 1990 | 1999 | 2010 |
| ---- | ---- | ---- | ---- | ---- | ---- | ---- |
| 1816 | 2317 | 4021 | 4817 | 4392 | 4123 | 4101 |

## История
На протяжении веков Буксьер-о-Дам поменял много названий, первое из которых было Villa Buxarius in pago Calvomontense (770 год). Вторая часть названия aux-Dames появилась благодаря тому, что около 1238 года здесь находилось поселение монахинь при аббатстве, основанном святым Гозленом (ум. в 962 году). Здесь находится его могила.